# Trazione (meccanica)
La trazione motrice è un tipo di trasmissione della forza motrice di un veicolo dal motore alle ruote. Le automobili, camion e motocicli possono trasmettere la forza motrice tramite l'uso delle varie ruote di cui dispongono. Questa trazione viene determinata principalmente dall'efficienza che ne risulterebbe per ogni determinato veicolo, per questo le motociclette usano la trazione posteriore, le autovetture variano principalmente a seconda del tipo di disposizione del motore anteriore, centrale o posteriore.

## Classificazione per numero di ruote
Il numero di ruote di trazione dipende sia dal numero complessivo delle ruote che dalle necessità di trazione del mezzo.
- WD: indica il numero di ruote con trazione;
  - 1WD: questo tipo di trazione è tipica delle motociclette o di alcuni veicoli a tre ruote, dove in quest'ultimo caso la ruota di trazione è disposta posteriormente;
  - 2WD: le due ruote motrici sono la soluzione più comune per i mezzi a quattro ruote, come le autovetture e molti camion leggeri, ma anche su alcuni sidecar si può avere questo tipo di trazione, come nei sidecar da competizione o anche nei tricicli a due ruote posteriori.
In alcuni casi questa trazione può essere di tipi integrale o 2×2, come in alcune motociclette delle Dakar, dove si utilizza un sistema idraulico che trasmette una parte d'energia alla ruota anteriore;
  - 4WD: la trazione a quattro ruote viene generalmente usata su veicoli a quattro ruote, per questo si ha la tendenza a confonderla con la trazione integrale, che non è esclusivamente del tipo a quattro ruote motrici.
Questa trazione, oltre a essere usata dai camion a sei ruote di cui quattro posteriori, è stata usata anche in Formula 1 su alcuni veicoli a sei ruote degli anni '70, che però non hanno mai partecipato alla competizione, come la March 2-4-0;
  - 6WD: la trazione a sei ruote viene usata praticamente ed esclusivamente su veicoli a sei o più ruote, come i camion;
  - 8WD: la trazione a otto ruote viene usata praticamente ed esclusivamente su veicoli a otto ruote, come i camion o mezzi militari.
- N×N: indica sia il numero di ruote totali che le ruote di trazione;
  - 4×2: veicolo a quattro ruote, di cui due di trazione, in questo caso il veicolo può essere RWD o FWD;
  - 4×4: veicolo a quattro ruote, di cui quattro di trazione.
- AWD: veicolo con tutte le ruote capaci di sviluppare trazione.

## Disposizione della trazione
Le automobili e qualsiasi altro mezzo di locomozione si muovono attraverso la forza sprigionata dal motore che viene trasferita alle ruote sotto forma di coppia dall'albero di trasmissione che la passa al differenziale e a sua volta alle ruote. A seconda di quali ruote ricevano il movimento dal motore distinguiamo in:
- trazione anteriore (nota anche con la sigla inglese FWD): le ruote di trazione sono disposte anteriormente;
- trazione posteriore (RWD): le ruote di trazione sono disposte posteriormente;
- trazione integrale (AWD o 2×2, 4×4 ecc.): tutte le ruote sono di trazione.